# Heide Rosendahl
Heidemarie Ecker-Rosendahl (Hückeswagen, Észak-Rajna-Vesztfália, 1947. február 14. –) olimpiai és Európa-bajnok német atléta, távolugró, futó, ötpróbázó.

## Pályafutása
Legnagyobb sikereit ötpróbázóként, valamint távolugróként érte el.
Az 1966-os Európa-bajnokságon ezüstérmet szerzett az ötpróba versenyében. Két évvel később, Montrealban vett részt első alkalommal az olimpiai játékokon. Ekkor egyedül a távolugrás számában indult, ahol nyolcadikként zárta a döntőt.
1970 szeptemberében új női világrekordot állított fel távolugrásban. Heide 6,84 méteres eredménye közel hat évig állt fenn.
Az 1971-es kontinensbajnokságon ötpróbában arany-, míg távolugrásban bronzérmes lett. Egy évvel később, a müncheni olimpián három érmet is szerzett. Megnyerte a távolugrás versenyszámát, valamint tagja volt a négyszer százon aranyérmes nyugat-német váltónak. Ötpróbában a brit Mary Peters mögött másodikként zárt.
Két alkalommal (1970, 1972) kapta meg az év német sportolója elismerést.
Fia, Danny Ecker sikeres rúdugró.

## Egyéni legjobbjai
- Távolugrás – 6,84 méter (1970)
- Ötpróba – 4791 pont (1972)
- 100 méteres síkfutás – 11,45 s (1972)